# Горный цейлонский калот
Горный цейлонский калот (лат. Calotes liolepis) — вид крупных ящериц из семейства агамовых.

## Описание
Общая длина достигает 45 см. Голова длинная, вытянутая, щёки выпуклые. Туловище сжатое с боков, спинной гребень высокий, непрерывный. Только у самцов развит затылочный гребень, состоящий из узких, отделенных друг от друга шипов. Конечности умеренных размеров, четвёртый палец длиннее третьего. Задние конечности больше передних. Хвост длинный и толстый, у самцов выпуклый у основания.
Туловище зелёного цвета, под глазами имеются два белых пятна, за каждым глазом расположены белые полосы. Спина покрыта несколькими красноватыми поперечными линиями. Основание хвоста зеленовато-коричневого цвета, брюхо беловатое или зеленоватое, иногда на голове и туловище имеются тёмно-коричневые пятна. Горловая сумка без чёрных полос.

## Образ жизни
Любит горные, влажные леса. Активен днём. Встречается на высоте до 1000 метров над уровнем моря. Питается насекомыми и муравьями. При опасности с целью отпугнуть врага свистит.

## Размножение
Яйцекладущая ящерица. Самка откладывает до 3 яиц.

## Распространение
Эндемик острова Шри-Ланка.